# Залик, Григорий Георгиевич
Григорий Георгиевич Залик (Γρηγόριος Ζαλύκης; 1785—1827) — греческий писатель.
В Париже был секретарём-переводчиком при турецком уполномоченном, позже — секретарём графа Шуазель-Гуфье, которому помог составить описание его путешествия по Греции; работал над изданиями греческих манускриптов. Жил одно время в Санкт-Петербурге., где император Александр назначил ему пенсию. Из его работ можно отметить: «Dictionnaire français et grec moderne» (1809) и «Dialogue sur la révolution grecque, publié par Agathophron, Lacedémonien» (1829).